# Kennedy Simon
Kennedy Simon (12 de febrero de 2000) es una deportista estadounidense que compite en atletismo, especialista en las carreras de relevos. Ganó una medalla de bronce en el Campeonato Mundial de Atletismo de 2022, en la prueba de 4 × 400 m mixto.

## Palmarés internacional
| Campeonato Mundial | Campeonato Mundial      | Campeonato Mundial | Campeonato Mundial |
| Año                | Lugar                   | Medalla            | Prueba             |
| ------------------ | ----------------------- | ------------------ | ------------------ |
| 2022               | Eugene (Estados Unidos) | Medalla de bronce  | 4 × 400 m mixto    |